# گیلبرتو ریبریو گونزالوس
گیلبرتو ریبریو گونزالوس (به پرتغالی: Gilberto Ribeiro Gonçalves) مهاجم اهل برزیل است که در شهر Andradina و در تاریخ ۱۳ سپتامبر ۱۹۸۰ به دنیا آمده‌است.
گیلبرتو ریبریو گونزالوس در تیم‌های فوتبال کورینتیانس سابقهٔ حضور دارد.